# Robert Mondavi

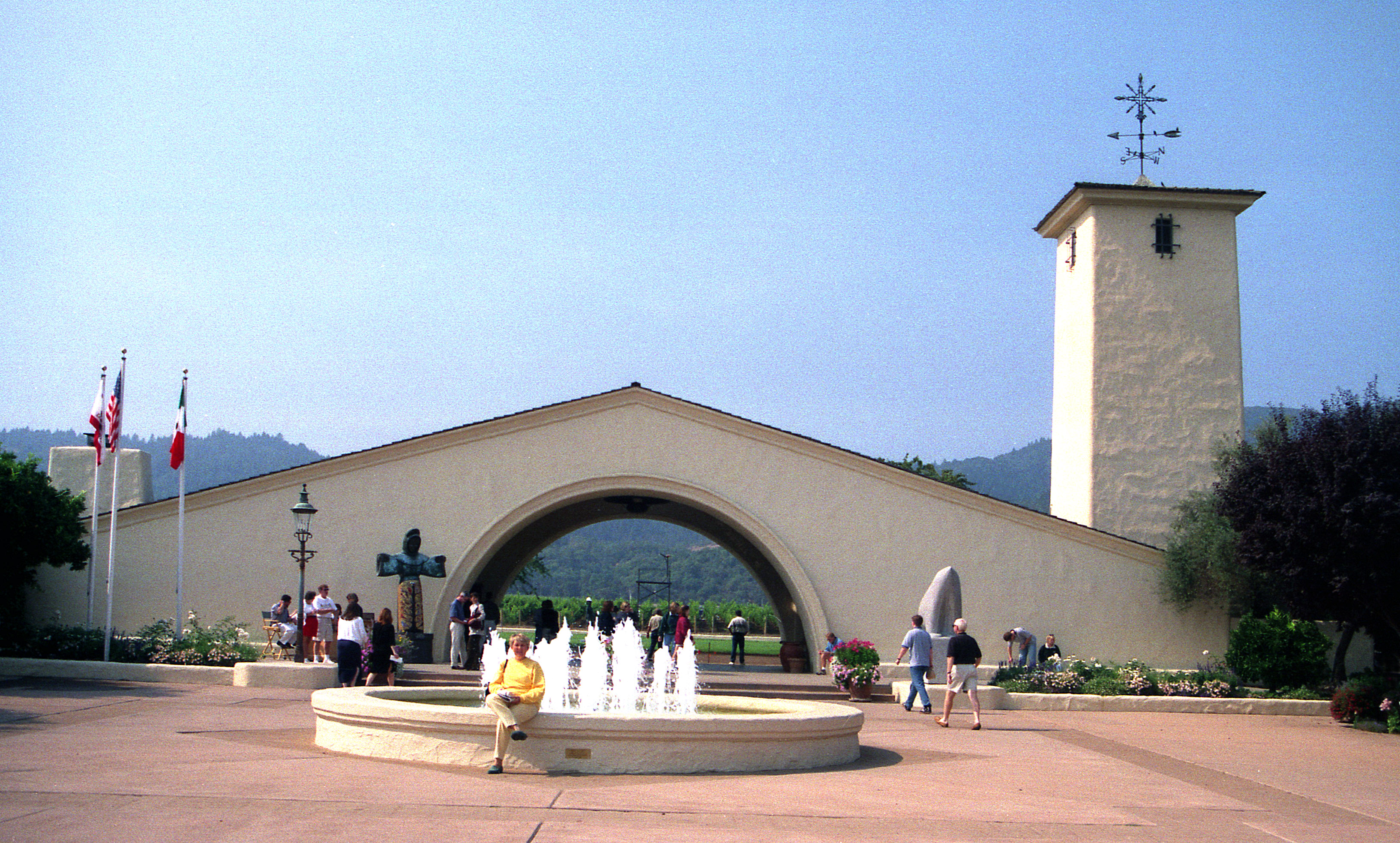
Ingången till Robert Mondavi Winery i Oakville i Napa Valley.

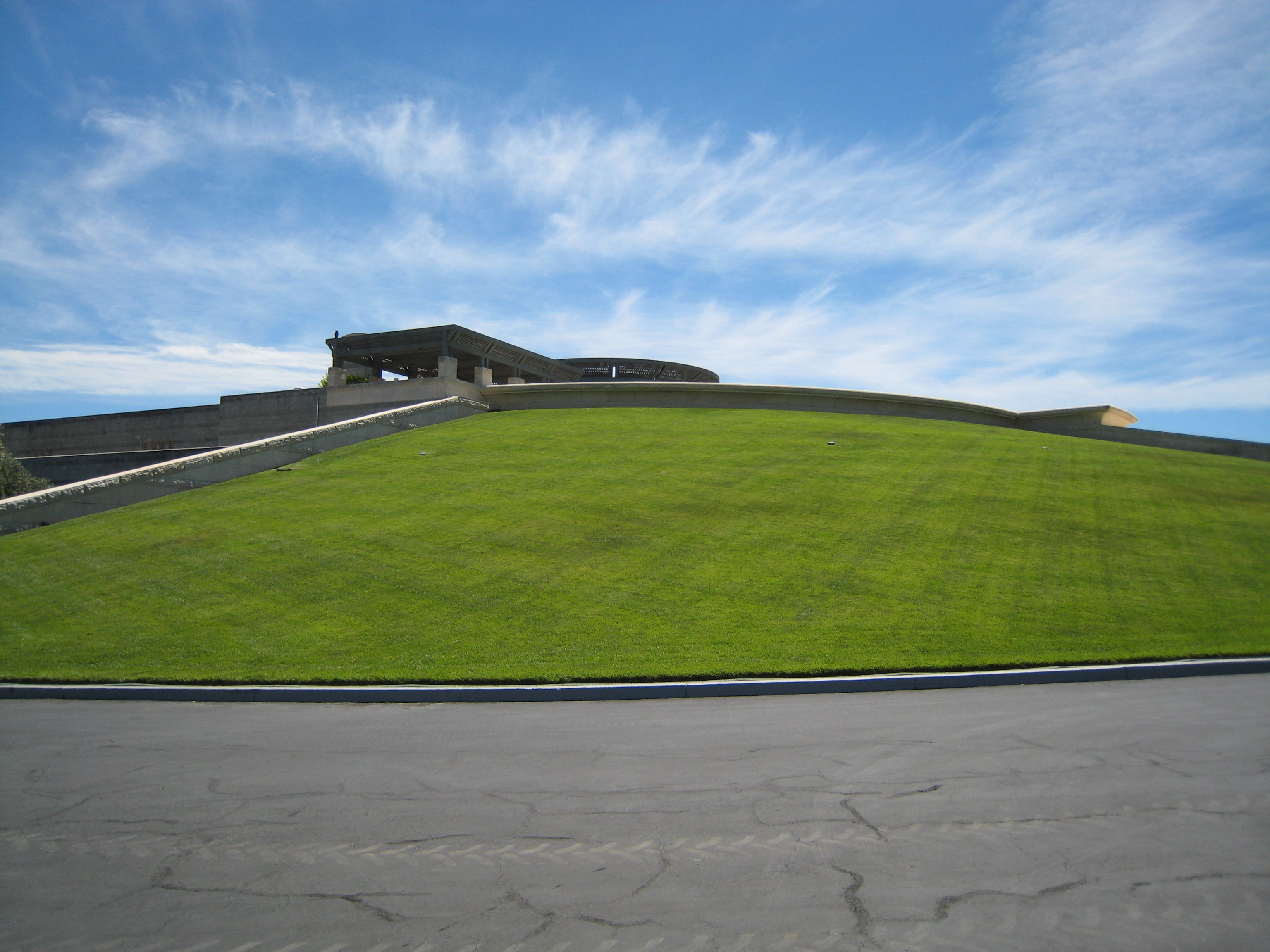
Opus One Winery i Oakville i Napa Valley.

Robert Mondavi, född 18 juni 1913 i Virginia i Minnesota, död 16 maj 2008 i Yountville i Napa County i Kalifornien, var en av USA:s mest kända vinpersonligheter genom tiderna. Han bidrog i hög grad till att sprida de kaliforniska vinernas rykte i världen. Han var son till italienska immigranter och köpte tillsammans med sin bror Peter Mondavi (1914-2016) och far Charles Krug Winery i St. Helena i Napa Valley i Kalifornien i slutet av 1950-talet. Efter en familjefejd fick Robert sparken från Charles Krug Winery 1965 och startade då istället Robert Mondavi Winery i Oakville i Napa Valley som kom att bli en stor succé. Robert Mondavi Winery blev den första riktigt storskaliga vingården i Kalifornien.
Sedan 2004 ägs Robert Mondavi Winery av Constellation Brands.

## Samarbeten
Robert Mondavi blev känd som en förespråkare för kvalitetsvin och drev i denna anda flera samarbeten med kända vinodlare runt om i världen. Det mest kända är Opus One Winery som skapades som ett samriskföretag med baron Philippe de Rothschild, ägare till Château Mouton-Rothschild, ett av de mest prestigefulla slotten i Bordeaux. Han har även drivit andra samarbeten i Europa, Sydamerika och Australien.